# BBS
 (engl. Bulletin Board System - Oglasna tabla, uobičajen je engleski izgovor Bi-Bi-Es) je kompjuterski sistem na kome radi program koji omogućava udaljenim korisnicima da se povežu i prijave na sistem korišćenjem terminal programa. Prvobitni BBS-ovi su imali pristup samo preko telefonske linije uz korišćenje modema, ali početkom 1990-ih neki BBS-ovi su imali pristup preko telneta ili paket radija.
Kad se korisnici prijave na sistem, oni mogu da izvršavaju neke funkcije, kao što su slanje i prijem softvera i podataka (engl. Upload, Download - doslovno utovar i istovar, u računarstvu prenos podataka na ili sa većeg sistema, prihvaćeno i u srpskom žargonu kao aploud i daunloud, skraćeno UL i DL), čitanje vesti i razmenjivanje poruka sa drugim korisnicima.
Mnogi BBS-ovi su nudili on-line igre, u kojima su korisnici mogli da se međusobno takmiče, a BBS-ovi sa više telefonskih linija su nudili razgovor uživo među korisnicima, takozvani "čet" (engl. Chat - razgovor, brbljanje).
Poslednjih godina termin BBS se ponekad pogrešno upotrebljava u značenju Internet foruma.
U doba svoje najveće popularnosti od kasnih 1970-ih do sredine 1990-ih, većina -ova je bila hobi SisOpa (engl. SysOp, System Operator), sa besplatnim pristupom, dok su neki BBS-ovi svojim korisnicima naplaćivali pristup, ili su firme u poslu koristile BBS kao podršku mušterijama. Na više načina BBS-ovi su bili prethodnica modernom obliku a i drugih aspekata Interneta.
Rani BBS-ovi su bili lokalni fenomen, jer je korisnik morao da se poveže preko telefonske linije i da plati međugradski razgovor ako BBS nije u istom mestu. Zato je većina korisnika nekog BBS-a bila iz istog mesta, pa su se često održavali BBS sastanci, na kojima bi se korisnici lično upoznavali.
Razvojem Interneta krajem 1990-ih, popularnost -ova je naglo opala. Danas Internet forumi zauzimaju isti socijalni i tehnološki prostor koji su BBS-ovi imali na svom vrhuncu.

## Istorija
Prvi javni BBS (CBBS - Computerized Bulletin Board System) je razvio Vord Kristensen (engl. Ward Christensen). CBBS je pušten u rad 16. februara 1978. u Čikagu.
Sa brzinom modema od 110 i 300 boda u kasnim 1970-im, BBS-ovi su bili prilično spori, ali kad se u ranim 1980-im brzina popravila uvođenjem modema od 1200 bps (bit/s), popularnost -ova je značajno porasla.
Većina informacija je bila predstavljena u tekstualnom obliku ili ANSI art, mada su pojavom slika u GIF formatu neki imali i grafiku. Korišćenje grafike je značajno opterećivalo kapacitet kanala, što je vodilo potražnji za bržim modemima.
U ranim 1990-im, BBS industrija je postala toliko popularna, da su počeli da se rađaju kompjuterski časopisi posvećeni BBS-ovima. Pratili su inovacije softvera i hardvera, davali su liste BBS-ova i sadržaj njihove ponude.
Prema FidoNet-ovoj nod-listi, BBS-ovi su imali vrh popularnosti oko 1996, a to je upravo vreme kad je Internet počeo da dolazi u centar pažnje. Posle toga, popularnost -ova je naglo počela da opada, pa su BBS-ovi zamenjeni sistemima koji za povezivanje koriste Internet.

## Mreže
Pre nego što je komercijalni Internet postao dostupan, mreže BBS-ova su omogućavale lokalnu i međunarodnu razmenu pošte i baze poruka. Neke su čak imale i izlaze (engl. Gateway) preko kojih su članovi mogli da šalju i primaju poštu sa Interneta. Razrađene šeme su omogućavale korisnicima da preuzimaju binarne fajlove, pretražuju preko gofera i da daljinski upravljaju nekim programom, a sve to korišćenjem tekstualnih poruka.
Većina BBS-ova nije bila umrežena u realnom vremenu. Za razmenu pošte i fajlova je svaki od njih u određenim intervalima pozivao (telefonski) sledeći BBS u nizu, i/ili regionalni čvor (engl. Hub).
Najveća svetska mreža BBS-ova je bila , koja je i danas aktivna, mada je mnogo manja nego 1990-ih. Mnoge druge mreže su pratile primer FidoNet-a koristeći isti standard i isti softver. Bile su mnogo manjeg obima i namenjene određenom krugu korisnika.

## Softver i hardver
Za razliku od modernih vebsajtova koji su obično postavljeni na komercijalnim serverskim sistemima, BBS računari (pogotovo oni manji) su tipično bili u kući vlasnika. Zato pristup nije bio pouzdan. Najčešće je samo jedan korinik mogao da bude prijavljen na sistem, a samo veći BBS-ovi, sa više telefonskih linija i sa multitasking softverom ili LAN-om su mogli da istovremeno opsluže više korisnika.
Prvi BBS-ovi su koristili prost, lično pravljen softver, koji je najčešće razvijao sisop i koji je radio na ranim personalnim računarima kao što su Apple III, Atari, ili TRS-80.
Nekoliko godina kasnije, 1981, IBM je predstavio prvi PC-DOS (MS-DOS) personalni računar i, zahvaljujući njihovoj popularnosti i popularnosti njihovih klonova, MS-DOS je ubrzo postao operativni sistem na kome je radila većina BBS programa. Prvi značajniji MS-DOS BBS program je bio Fido BBS, napravio ga je Tom Dženings, kasnije osnivač FidoNet-a.
Bilo je nekoliko uspešnih komercijalnih BBS programa razvijenih za MS-DOS, kao što su PCBoard BBS, RemoteAccess BBS i Wildcat! BBS. Popularni engl. freeware - friver, besplatni programi za MS-DOS Telegard BBS i Renegade BBS su nastali na kodu koji je procureo iz izvornog koda WWIV BBS-a. Bilo je još na desetine BBS programa u vreme MS-DOS ere, mnogi od njih su objavljeni pod engl. shareware - šerver, a neki od njih i pod friver licencom.
Za sisope koji su koristili Commodore 64, bio je popularan komercijalni BBS program Blue Board, predstavljen 1982. Kao i drugi Commodore 64 BBS-ovi, podržavao je PETSCII (Komodor kolor ASCII).
Ipak je većina BBS-ova ostala bazirana na tekstu umesto GUI (engl. Graphical User Interface - grafički korisnički interfejs). Telegrafix je početkom 1990-ih predstavio BBS grafiku RIP (engl. Remote Imaging Protocol - protokol za slike na daljinu), ali ona nije široko zaživela. I na računarima Apple Macintosh je bilo nekoliko grafičkih BBS programa, kao što su TeleFinder i FirstClass, ali oni su bili široko korišćeni samo na Mac tržištu.
Najpopularnija on-line grafika je bila , koja je dozvoljavala zamenjivanje slova proširenim IBM ASCII blokovima i simbolima i omogućavala je promenu boja, pa čak je mogla da sadrži i zvuk. Tokom kasnih 1980-ih i ranih 1990-ih, većina -ova je koristila ANSI art za kreiranje prepoznatljivih uvodnih ekrana i za kreiranje menija u boji i to je postala tražena opcija u klijentima.
Ranih 1990-ih manji broj BBS-ova je radio na Commodore Amiga modelima (Amiga 500, 1200, 2000, 3000 sa spoljnim hard diskom i Amiga 4000 koja je imala ugrađeni hard disk). Popularni BBS softver za Amigu obuhvata ABBS, Amiexpress, Infinity i .
U kasnim 1990-im većina preostalih BBS-ova je uvela mogućnost Internet hostinga, ili korišćenje modernog BBS softvera kao što je Synchronet, EleBBS ili Wildcat! BBS koji su koristili telnet protokol umesto telefona, ili korišćenjem naslednika BBS softvera baziranog na MS-DOS, sa preusmerivačem sa Fossil na telnet, kao što je NetFoss.

## Sadržaj i pristup
Neki BBS-ovi opšte namene su imali posebne nivoe pristupa koji su davani onima koji posebno plate ili lično poznaju sisopa. BBS-ovi koji su naplaćivali usluge su imali da ponude nešto posebno svojim korisnicima, na primer veliku bazu korisnika, Warez, pornografiju ili pristup Internetu.
Neki BBS-ovi, takozvani "elite boards" ili "Warez boards", bili su isključivo korišćeni za distribuciju ilegalno kopiranog softvera. Obično su imali više modema i ulaznih linija, omogućavajući da više korisnika istovremeno šalju i primaju fajlove. Većina tih BBS-ova su imali neku verifikaciju korisnika, gde su korisnici morali da prođu kroz fazu provere, da dokažu da nisu predstavnici vlasti ili lameri. Najveći od njih su prihvatali korisnike samo na poziv (na preporuku).
Još jedan rasprostranjen tip BBS-ova su bili BBS-ovi za podršku, koje su pokretali proizvođači računara ili softvera. Ti BBS-ovi su bili namenjeni za podršku korisnicima njihovih proizvoda, imali su forume sa pitanjima i odgovorima, novosti, kao i download sekciju. Većina njih nije imala besplatan poziv. Danas su ti servisi premešteni na Veb.
Neki -ovi su preživeli kao hobi ili kao nostalgija za BBS-vremenima. Većina današnjih BBS-ova je sada dostupna preko telneta i obično nude besplatne naloge, ftp servise, IRC ćaskanje i druge protokole koji se koriste na Internetu.
Neki -ovi su bazirani na Vebu i imaju Veb korisnički interfejs, omogućavajući tako korisnicima koji ranije nisu koristili BBS da ga lako koriste preko svojih brauzera. Oni više nostalgični za pravo BBS iskustvo mogu da koriste NetSerial (Windows) ili DOSBox (Windows/*nix) da preusmere DOS COM port softver na telnet i na taj način da se povežu na telnet BBS-ove, korišćenjem programa iz modemske ere, kao što su TElix, Terminate, Qmodem i .
Moderni 32-bitni terminal emulatori kao što su mTelnet i SyncTerm uključuju prirodnu telnet podršku.

## Shareware (šerver)
Šerver pokret je počeo upravo distribucijom softvera preko BBS-ova. I drugi koncepti distribucije softvera, kao što su freeware, postcardware i donationware, su se takođe prvi put pojavili na BBS-ovima.
Internet je u velikoj meri ubio koncept šervera - većina korisnika sad skida softver direktno sa Veb sajta proizvođača, umesto sa nekog BBS-a koji "deli" softver. Danas šerver najčešće podrazumeva elektronsku distribuciju softvera malih proizvođača.

## Karakteristike
Klasični BBS je imao:
- računar
- jedan ili više modema
- jednu ili više telefonskih linija
- softver
- sisopa
- Većina modernih BBS-ova imaju telnet pristup preko Interneta korišćenjem telnet servera i virtuelnog Fossil drajvera.

BBS softver obično obezbeđuje:
- sistem menija
- jednu ili više baza poruka
- deo sa fajlovima
- mesto za glasanje
- statistiku aktivnosti (najviše poruka, najviše DL/UL)
- igre (obično jedan igrač, ili jedan aktivan igrač na vezi)
- izlaz (engl. BBS door, doorway) prema igrama drugog proizvođača
- nadgledanje korišćenja
- razgovor više korisnika (za BBS-ove sa više linija)
- Internet e-mail (kasnije, kad su BBS-ovi bili povezani na Internet)
- poziv sisopu (engl. page) - mogućnost da računar emituje zvučno upozorenje kad korisnik na vezi to zatraži, pa sisop, ako je pored računara, može da stupi u razgovor sa korisnikom (tekstualno)

## Jugoslavija
U Jugoslaviji su prvi eksperimentalni BBS-ovi počeli da se pojavljuju sredinom 1980-ih. Jedan od njih je bio YUMBO - Jugoslovenski Mailbox. Pokrenula ga je redakcija "Sveta kompjutera" za kontakt sa svojim čitaocima. Bio je smešten u prostorijama "Kompjuter servisa" u Zemunu, jer redakcija nije imala slobodnu telefonsku liniju. Koristio je akustički spregnut modem na 300 bps. Počeo je sa radom 1986, ali se kratko održao. U međuvremenu su se na tržištu pojavili bolji modemi, pa je YUMBO ponovo pokrenut 1988. Iako je naišao na bolji prijem, opet se nije održao, prvenstveno zbog nedostatka posebne telefonske linije.  Njegov naslednik, BBS Politika je počeo sa radom tek 1990, ovog puta iz redakcije "Sveta kompjutera".
Sezam je jedan od pionirskih BBS-ova u Srbiji. Počeo je sa radom 1989. godine. Osnovala ga je redakcija časopisa "Računari".  Imao je modem sa, za to vreme, neverovatnom brzinom od 2400 bps, a radio je na domaćem softveru. Ubrzo je postao najveći BBS na ovim prostorima, imao je aktivne članove iz cele Jugoslavije. Uz neophodne transformacije, održao se i do danas - iako mu je sada prvenstvena delatnost Internet, još uvek se može (telnetom) pristupiti njegovim konferencijama.
Oko 1990. godine u Jugoslaviji, uz bolje modeme, masovno su počeli da se prodaju PC računari i to je vodilo naglom razvoju BBS-ova. U vreme najveće popularnosti, sredinom 1990-ih, u SRJ je bilo oko 80 BBS-ova. Većina njih je bila povezana u mreže, a svakako najpopularnija mreža je bila SETNet.
Lista BBS-ova na teritoriji SRJ (kompajlirana za period 1989-1999):
|                | Mreže   | Telefon      | Radno vreme  | Modem      |
| -------------- | ------- | ------------ | ------------ | ---------- |
|                |         | 011-726-092  | 22-06        | 14400      |
|                |         | 011-133-610  | 23-05        | 14400      |
|                |         | 011-626-623  | 22-10        | 14400      |
|                |         | 0251-782-776 | 22-06        | 14400      |
|                |         | 011-587-559  | non-stop     | 14400      |
|                |         | 011-3225-548 | 22-07:30     | 14400      |
|                |         | 011-140-783  | 23-07        | 28800      |
|                |         | 011-160-015  | 22-07        | 14400      |
|                |         | 021-20-717   | 21-07        | 2400       |
|                |         | 019-421-538  | 21-07        | 1400       |
|                |         | 011-609-945  | non-stop     | 14400      |
|                |         | 011-789-041  | non-stop     | 2400       |
|                |         | 011-141-752  | non-stop     | 14400      |
|                |         | 011-462-175  | 22-07        | 14400      |
|                |         | 038-44-643   | 22-08        | 2400       |
|                |         | 026-229-800  | noću         | 14400      |
|                |         | 011-474-373  | 23-07        | 14400      |
|                |         | 018-713-836  | non-stop     | 19200      |
|                |         | 011-176-1465 | 15-08        | 2400       |
| (2n)           |         | 022-53-884   | non-stop     | 14400      |
|                |         | 011-176-0039 | non-stop     | 14400      |
|                |         | 022-425-879  | 23-07        | 14400      |
|                |         | 011-324-8066 | non-stop     | 14400      |
|                |         | 011-137-477  | 22-09        | 2400       |
| (2n)           |         | 011-414-312  | non-stop     | 19200      |
|                |         | 011-237-2393 | non-stop     | 14400      |
|                |         | 011-593-135  | 22-06        | 9600       |
| (4n)           |         | 011-444-0123 | non-stop     | 14400      |
|                |         | 011-613-840  | 21-07        | 14400      |
|                |         | 024-53-746   | 14-08        | 14400      |
|                |         | 011-283-1387 | 22-09        | 14400      |
|                |         | 011-330-855  | 22-06        | 14400      |
|                |         | 011-195-957  | 23-07        | 14400      |
|                |         | 011-788-189  | 22-07        | 14400      |
|                |         | 024-51-212   | non-stop     | 14400      |
|                |         | 011-141-992  | non-stop     | 28800      |
|                |         | 021-715-913  | non-stop     | 14400      |
|                |         | 025-28-228   | non-stop     | 14400      |
|                |         | 023-40-312   | 22-07        | 14400      |
| Kragujevac BBS |         | 034-557-529  | 23-06        | 14400      |
|                |         | 024-37-065   | non-stop     | 14400      |
| (2n)           |         | 011-620-433  | non-stop     | 14400      |
|                |         | 011-763-370  | 22-16        | 14400      |
|                |         | 011-476-332  | 23-08        | 2400       |
| (4n)           |         | 011-328-2760 | non-stop     | 14400      |
|                |         | 021-715-913  | non-stop     | 14000      |
|                |         | 011-458-846  | non-stop     | 2400       |
|                |         | 011-404-654  | 23-06        | 2400       |
| (2n)           |         | 081-41-288   | non-stop     | 14400      |
|                |         | 031-28-276   | 23-14/W23-08 | 14400      |
| (2n)           |         | 021-52-759   | non-stop     | 14400      |
|                |         | 011-340-227  | 18-06        | 14400      |
|                |         | 011-322-9148 | non-stop     | 14400      |
| (2n)           |         | 024-51-792   | non-stop     | 14400      |
|                |         | 011-456-390  | 22-07        | 14400      |
| (2n)           |         | 011-606-928  | non-stop     | 14400      |
|                |         | 011-724-073  | 22-06        | 14400      |
|                |         | 018-325-314  | 23-07        | 14400      |
|                |         | 011-190-437  | 23-07        | 14400      |
|                |         | 011-699-784  | 22-07        | 14400      |
|                |         | 011-453-643  | 23-08        | 14400      |
| (15n)          |         | 011-648-422  | non-stop     | 14400      |
| (8n)           |         | 011-3222-592 | non-stop     | 14400      |
|                |         | 011-424-360  | 22-08/W21-08 | 14400      |
|                |         | 018-711-667  | 22-08        | 2400       |
| (3n)           |         | 011-424-887  | non-stop     | 14400      |
|                |         | 011-493-507  | 23-08        | 14400      |
|                |         | 011-163-452  | 22-07        | 14400      |
|                |         | 018-355-820  | 22-07        | 14400      |
|                |         | 011-775-611  | 18-08        | 2400       |
|                |         | 011-444-9522 | 22-06        | 2400       |
|                |         | 023-64-572   | 22-06        | 2400       |
| Taurunum       | SET/INT | 011-235-4253 | 22-08        | 14400      |
| TexasBBS       | SET     | 013-2624-197 | 22-06        | 14400 V42B |
|                |         | 011-675-471  | 23-05        | 14400      |
|                |         | 011-581-376  | 23-07        | 14400      |
|                |         | 010-37-277   | non-stop     | 14400      |
|                |         | 011-341-525  | 20-07        | 14400      |
|                |         | 011-177-7636 | 23-06        | 14400      |
|                |         | 011-658-563  | non-stop     | 2400       |
|                |         | 011-657-917  | 23-07        | 14400      |
|                |         | 011-488-1467 | 22-06        | 2400       |
|                |         | 011-554-023  | 23-07        | 14400      |
| (2n)           |         | 011-726-080  | 00-05        | 2400       |
|                |         | 011-632-566  | non-stop     | 14400      |

| Mreže |  |
|       |  |
|       |  |
|       |  |
|       |  |
|       |  |
|       |  |
|       |  |
|       |  |
|       |  |
|       |  |
|       |  |
|       |  |
|       |  |
|       |  |

Većina BBS-ova u Srbiji je prestala sa radom početkom rata 1999. godine, ali glavni razlog njihovog odumiranja, kao i u svetu, bio je nagli razvoj Interneta.

## Napomene
1. ↑  Akustički spregnut (engl. acoustic coupled) modem je modem koji nije povezan direktno na telefonsku liniju, već se na njega u odgovarajuće ležište stavlja slušalica običnog telefona.
2. ↑  „Istorija ""”. Архивирано из оригинала 21. 03. 2012. г. Приступљено 23. 12. 2008.
3. ↑  Istorija "Sezama"

## Spoljašnje veze
- Arhiva na sajtu  Архивирано на веб-сајту  (10. фебруар 2011)
- Vodič za telnet na sajtu
- Zvanični sajt SETNet-a